# محمد سلیمانی‌نیا
محمد سلیمانی‌نیا متخصص حرفه‌ای اینترنت، برنامه‌نویس، طراح صفحات اینترنتی، مترجم و مدیر سایت یو ۲۴ شبکهٔ اجتماعی متخصصان ایرانیان است.

## فعالیتها
سلیمانی‌نیا در سال ۱۳۷۵ نخستین «آی.اس. پی» بخش خصوصی را راه‌اندازی کرد و از این جهت تولد و ورود اینترنت خصوصی نقش مهمی داشته‌است.
او مدیریت سایت شبکه اجتماعی متخصصان ایران (یو ۲۴) را بر عهده داشته‌است که از اردیبهشت ۱۳۸۶ آغاز به کار کرده‌است و نزدیک به ۶۰ هزار کاربر داشته‌است. بنا به آنچه در این سایت نوشته شده برای ارتباط میان متخصصان ایرانی راه‌اندازی شده‌است و افراد می‌توانند از طریق آن فرصت‌های شغلی را به یکدیگر پیشنهاد کنند.
محمد سلیمانی‌نیا که مسئولیت و طراحی سایت ادبی «سخن» را نیز به عهده دارد، تا کنون بیش از ۱۱ نشریه ادبی اینترنتی نظیر «آتی‌بان» «جن و پری»، «قابیل»، «وازنا»، «والس ادبی» و «خانهٔ داستان» را طراحی و میزبانی کرده‌است.
سلیمانی نیا جزو نخستین پیشگامان عرصهٔ طراحی وب در ایران است و به‌طور خاص بر روی حوزهٔ ادبیات متمرکز شده و غالب سایت‌هایی که طراحی کرده، سایت‌های ادبی یا مربوط به شاعران و نویسندگان هستند.
او طراح و میزبان سایت صادق هدایت و یکی از مسئولان اجرایی برگزاری جایزهٔ ادبی صادق هدایت است و طراحی و میزبانی سایت‌های شخصی بیش از ۱۵ شاعر و نویسنده از جمله امیرحسین چهلتن، فرخنده آقایی، قاسم کشکولی و پروین سلاجقه را نیز به عهده دارد.
طراحی و میزبانی سایت‌های خبری برخی نهادهای مدنی و سازمان‌های نیمه دولتی نظیر سایت «ایران تئاتر»، «خانهٔ موسیقی»، «خبرنگار»، «خانهٔ مطبوعات کرمان»، «ماهنامهٔ نقد نو»، «بازنگار-خانهٔ وبلاگ‌های فارسی زبان» و «وبلاگ فرهنگستان هنر» نیز در کارنامهٔ فعالیت‌های حرفه‌ای او ثبت شده‌است.

## بازداشت
حکومت جمهوری اسلامی ایران که پیش از این بارها از سوی سازمان گزارشگران بدون مرز در صدر جدول دشمنان اینترنت معرفی شده‌است در آستانهٔ برگزاری انتخابات نهمین دوره از مجلس شورای اسلامی با اعمال فشار و بازداشت فعالان و متخصصان مستقلِ حوزهٔ وب تلاش می‌کند تا تمامی شبکه‌های اجتماعی مجازی موجود در ایران را تحت کنترل داشته باشد یا از ادامهٔ فعالیت آن‌ها جلوگیری کند.
محمد سلیمانی‌نیا در تاریخ ۲۰ دی ماه ۱۳۹۰، پس از احضار به دادگاه انقلاب اسلامی کرج بازداشت شد. در همان روز مأموران امنیتی با بازرسی منزل وی در شهر کرج وسایل و اسناد شخصی او را با خود بردند. این وب‌نگار به مدت یک ماه به شکل مخیفانه در سلول‌های انفرادی بند ۲۰۹ زندان اوین نگاهداری شد. بنا بر اطلاعات جمع‌آوری شده از سوی گزارشگران بدون مرز این متخصص اینترنت از سوی وزارت اطلاعات برای همکاری با طرح راه اندازی اینترنت ملی ایران تحت فشار قرار گرفته‌است. او بارها از سوی وزارت اطلاعات احضار و مورد بازجویی قرار گرفته بود تا مهار سایت‌هایی را که میزبانی می‌کرد به مأموران امنیتی بسپارد. بنا بر گفتهٔ خانواده‌اش، محمد سلیمانی‌نیا در فروردین ماه ۱۳۹۱ برای دومین بار در اعتراض به وضعیت بازداشت خود دست به اعتصاب غذا زده‌است. مسئولان قضایی هیچ اتهامی را به او تفهیم نکرده‌اند، اما وی را مجبور کرده‌اند تا سندی مبنی بر «نداشتن امکان سپردن وثیقه» امضا کند.
وی در تاریخ دوم خرداد ۱۳۹۱ پس از گذراندن ‍صد و سی و سه بازداشت با قرار وثیقه و به صورت موقت آزاد شد.

## ترجمه
رمان «عطر سنبل، عطر کاج» نوشتهٔ فیروزه جزایری دوما که یکی از کتاب‌های پر فروش در ایران و آمریکاست با ترجمهٔ محمد سلیمانی‌نیا و از سوی نشر «قصه» منتشر شده بود که تا کنون در ایران بیش از ۹ بار بازنشر شده‌است.